# Salvador Puig Ferrer
Salvador Puig Ferrer (Pals, 1851 - Palafrugell, 1940) fou un ferrer, instal·lat a Palafrugell, el fons documental del qual es conserva a l'Arxiu Municipal de Palafrugell, juntament amb els documents relacionats amb la seva ferreria (la ferreria Puig).

## Biografia
Salvador Puig Ferrer, de Pals, i Francisca Fornells Poch, de Sant Iscle, varen anar a viure a Sant Martí Vell, on nasqué Evarist Puig Fornells (1881-1952). Posteriorment es varen traslladar a Palafrugell, on Salvador Puig s'instal·là de ferrer al carrer de la Font —actual carnisseria d'en Fayet— a finals del s.XIX. El seu fill Evarist Puig Fornells continuà a la placeta del Tambor, es va casar amb Rosa Deulofeu Vidal el 1911.
Continuà el treball de ferrer Salvador Puig Deulofeu (1912-1994), que es jubilà el 1978. Va fer d'aprenent a casa seva, més tard a tallers de les províncies de Girona i Barcelona. Va fer el servei militar al Parque de Artilleria Costa-La Mola a Maó. Durant la Guerra Civil va fer material de guerra a Can Corredor. Acabada la guerra a casa feia treballs agrícoles, de ferrer per al transport del suro, per als paletes, etc. També feia soldadura per maquinària agrícola i pels tallers de bicicletes; diferents lampistes hi anaven a soldar i també ajudava el veterinari Cufí Bonet quan anava a curar peus de cavalls.

## Història arxivística
Tot i que la donació inclou la documentació de tres generacions de ferrers Puig, la documentació més abundant és entre els anys 40 i 60. Els llibres on anotaven els clients i els encàrrecs que els feien (tot i que falta algun any) és la documentació més contínua que hi ha al fons. Conjuntament amb la documentació de la ferreria també hi ha documentació personal de Salvador Puig Deulofeu, però és una documentació no original.